# Камора (футболіст)
Маріу Жорже Маліку Пауліно (порт. Mário Jorge Malico Paulino, нар. 10 листопада 1986, Бенавенте, Португалія) — румунський футболіст португальського походження, фланговий захисник клубу ЧФР.

## Ігрова кар'єра

### Клубна
Камора починав грати у футбол на аматорському рівні. У січні 2006 року він підписав професійний контракт з клубом Сегунди «Бейра-Мар». В першому ж сезоні виграв з клубом турнір Сегунди і підвищився в класі до вищого дивізіону. Не маючи постійної ігрової практики в клубі, Камора грав в оренді в клубах нижчих ліг.
Влітку 2008 року футболіст приєднався до клубу Прімейри Навал. Офіційно першу гру в новій команді захисник провів у лютому 2009 року.
Влітку 2011 року, після вильоту «Навала» з Прімейри, Камора переїхав до Румунії і приєднався до клубу ЧФР, де на той час вже грали кілька його співвітчизників. У квітні 2018 року Камора перевершив рекорд Каду за кількістю матчів у складі ЧФР. В січні 2019 року вже в якості капітана команди Камора погодився на продвоження контракту з клубом і виказав бажання завершити кар'єру саме в складі ЧФР.

### Збірна
В серпні 2020 року Камора отримав громадянство Румунії і 8 жовтня 2020 року дебютував у складі національної збірної Румунії. 16 червня 2023 року у матчі кваліфікації до Євро - 2024 проти Косова, провівши на полі 23 хвилини, у віці 36 років сім місяців і шість днів Камора став шостим найбільш віковим гравцем національної збірної Румунії.
Також Камора найбільш віковий дебютант збірної Румунії. І перший за майже 100 років натуралізований гравець національної збірної.

## Титули і досягнення
Бейра-Мар
- Переможець Сегунди: 2005/06[11]

ЧФР (Клуж-Напока)
 Чемпіон Румунії (6): 2011/12, 2017/18, 2018/19, 2019/20, 2020/21, 2021/22
 Переможець Кубка Румунії (2): 2015/16, 2024/25
 Переможець Суперкубка Румунії (2): 2018, 2020
Індивідуальні
- Гравець сезону чемпіонату Румунії: 2018/19[15]

Рекорди
- Найбільша кількість матчів у складі ЧФР: 544
- Іноземний гравець з найбільшою кількістю матчів в чемпіонаті країни: 418